# Jean-Baptiste Charles Mas de Polart
Pour les articles homonymes, voir Polart.
 (septembre 2021).
Si vous disposez d'ouvrages ou d'articles de référence ou si vous connaissez des sites web de qualité traitant du thème abordé ici, merci de compléter l'article en donnant les références utiles à sa vérifiabilité et en les liant à la section « Notes et références ».
Jean-Baptiste Charles René Joseph Mas de Polart, né le 29 mars 1775 à Paris et mort à Courtefontaine (Doubs), le 2 février 1843, est un général d’Empire français, lieutenant-général.

## Révolution
Il entre au service comme sous-lieutenant le 22 décembre 1792 dans le 5e régiment de dragons, et sert avec distinction pendant cette année sous Lamarlière, à l'armée du Nord où il est blessé d'un coup de feu à la jambe droite dans une reconnaissance qu'il faisait à Jalin, près du Quesnoy.
Nommé capitaine au 14e régiment de chasseurs à cheval le 27 mai 1793, il passe à l'armée des Pyrénées-Occidentales, y fait la campagne de 1793 et reçoit un coup de feu le 30 août devant Fontarabie, où il se fait remarquer par son intrépidité et son sang-froid. Il sert à la même armée durant les ans II, III, IV et V.
De l'an VII à l'an IX, il prend part aux glorieux travaux de l'armée d'Italie, sous Championnet, Masséna et Brune ; il y marcha presque toujours à l'avant-garde.

## Consulat et Empire
Blessé en l'an VII d'un coup de lance à la hanche gauche, il est promu au grade de chef d'escadron dans le 9e régiment de dragons en germinal an VIII, et fait chef de brigade du 21e régiment de même arme (auparavant Piémontais) le Ier nivôse an X. Il organise et instruit ce régiment avec lequel il tient successivement garnison à Besançon, à Soissons et à Sedan, en l'an X et en l'an XI. Membre de la Légion d'honneur le 19 frimaire an XII, et officier de l'Ordre le 25 prairial suivant, il est employé à l'armée des côtes de l'Océan pendant les ans XII et XIII. Lorsque la guerre recommence dans le Nord et que la Grande Armée sillonne l'Autriche, la Prusse et la Pologne de 1805 à 1807, Mas de Polart y conduit son régiment attaché alors à la 3e division de dragons de la réserve de cavalerie.
Au combat de Prentzlow le 28 octobre 1806, où il est blessé d'un coup de baïonnette et a un cheval tué sous lui, il fait prisonnier le prince Gustave-Guillaume de Mecklembourg-Schwerin, en chargeant à la tête de son régiment un bataillon carré de la Garde, qu'il enfonce et détruit entièrement.
À la bataille d'Eylau le 8 février 1807, il est blessé d'un éclat d'obus à l'épaule gauche, et a encore un cheval tué sous lui.
Créé baron d'Empire le 19 mars 1808, avec une dotation de 6 000 francs en Westphalie il est décoré de l'Ordre militaire de Maximilien-Joseph de Bavière le 15 avril suivant. Il est nommé général de brigade le 1er janvier 1810, commandeur de l'Ordre de la Couronne de Westphalie le 26 du même mois, et capitaine des Gardes du corps le 12 septembre suivant.
Pendant son séjour en Westphalie, il préside la commission chargée de la rédaction d'un règlement de service pour la cavalerie et s'occupe constamment de la bonne organisation de l'armée westphalienne. Il fait, avec les troupes de cette nation, la campagne de 1813 dans la Pologne allemande, et est réadmis au service de France avec son grade de général de brigade le 26 février 1814 ; c'est en cette qualité qu'il sert activement pendant la campagne de France.

## Restauration
Ayant fait sa soumission au gouvernement des Bourbons après l'abdication de l'Empereur, il reçoit la décoration du Lys le 23 juin 1814, et entre comme premier lieutenant dans la compagnie des mousquetaires de la garde du roi le 6 juillet suivant.
Louis XVIII le nomme chevalier de Saint-Louis le 13 août, le fait commandeur de la Légion d'honneur le 17 janvier 1815, l'élève au grade de lieutenant-général le 19 mars suivant, et l'autorise à reprendre le titre de comte qui lui appartenait par sa naissance.
Le général du Mas de Polart accompagne le roi à Béthune, et ne sert point pendant les Cent-Jours ; aussi Louis XVIII, lors de la seconde Restauration, lui confie par décision du 6 novembre de la même année, le licenciement de la cavalerie, ce qu’il fait à la satisfaction du gouvernement car par ordonnance royale du 29 décembre suivant, il reçoit la décoration de grand officier de la Légion d'honneur.
Les compagnies de mousquetaires ayant été licenciées le 1er janvier 1816, il est nommé, le 28 juillet inspecteur général de cavalerie et présenté comme candidat à la députation pour l'arrondissement de Château-Thierry.
Il est maire de La Ferté-Milon lorsqu'il entre au Conseil général de l'Aisne en mai de la même année.
Chargé de l'inspection générale des troupes de cavalerie en 1818 et mis en disponibilité le 30 décembre de la même année, il demeure dans cette position jusqu'au 7 février 1831, époque de son admission dans le cadre de réserve.
Nommé une seconde fois, à la fin de 1842 maire de La Ferté-Milon, cet officier général meurt à Courtefontaine (Doubs), le 2 février 1843.